# Березне
Бере́зне (у минулому також Андрі́їв) — місто в Україні, центр Березнівської міської громади Рівненського району Рівненської області. Населення становить 13,1 тисяч осіб (2023).
Місто розташоване на лівому березі річки Случ, за 22 км від залізничної станції Малинськ на лінії Рівне — Сарни, за 66 км від Рівного. Основними підприємствами Березного є: молокопереробне підприємство ТзОВ «Бімол», функціонує перша і єдина в Україні Українська сірникова фабрика; ДП «Березнівський лісгосп», ЗАТ «Продовольча компанія „Десна-2“», швейна фабрика «Укленко» та ін.
Відоме з 1584 року. Статус міста з 2000 року.
У дорадянській українській мові відбувалося випущення звуку Н у словах похідних від топонімів закінчених на -на, -ня, -не, -нє, -ни, -ний, -ній, -но, щоб запобігти збігові приголосних. Згідно з тодішньою парадигмою мало би бути:
Бере́зне — бере́зенський — бере́зенщина — бере́зенець.

## Географія

### Клімат
Клімат у місті вологий континентальний («Dfb» за класифікацією кліматів Кеппена). Опадів 630 мм на рік. Найменша кількість опадів спостерігається в березні й сягає у середньому 30 мм. Найбільша кількість опадів випадає в червні — близько 90 мм. Різниця в опадах між сухими та вологими місяцями становить 60 мм. Пересічна температура січня — -5.5 °C, липня — 18.7 °C. Річна амплітуда температур становить 24.2 °C.
| Клімат Березного                  | Клімат Березного | Клімат Березного | Клімат Березного | Клімат Березного | Клімат Березного | Клімат Березного | Клімат Березного | Клімат Березного | Клімат Березного | Клімат Березного | Клімат Березного | Клімат Березного | Клімат Березного |
| Показник                          | Січ.             | Лют.             | Бер.             | Квіт.            | Трав.            | Черв.            | Лип.             | Серп.            | Вер.             | Жовт.            | Лист.            | Груд.            | Рік              |
| Середній максимум, °C             | −2,5             | −1,3             | 3,4              | 12,4             | 19,3             | 23,0             | 24,0             | 23,1             | 18,4             | 12,0             | 5,0              | 0,0              | 11,4             |
| Середня температура, °C           | −5,5             | −4,5             | −0,3             | 7,5              | 13,7             | 17,6             | 18,7             | 17,6             | 13,3             | 7,9              | 2,4              | −2,6             | 7,2              |
| Середній мінімум, °C              | −8,5             | −7,7             | −3,9             | 2,7              | 8,2              | 12,2             | 13,4             | 12,2             | 8,3              | 3,8              | −0,1             | −5,1             | 3,0              |
| Норма опадів, мм                  | 37               | 31               | 30               | 45               | 59               | 90               | 87               | 67               | 57               | 42               | 42               | 43               | 630              |
| --------------------------------- | ---------------- | ---------------- | ---------------- | ---------------- | ---------------- | ---------------- | ---------------- | ---------------- | ---------------- | ---------------- | ---------------- | ---------------- | ---------------- |
| Джерело: Climate-Data.org (англ.) |                  |                  |                  |                  |                  |                  |                  |                  |                  |                  |                  |                  |                  |

## Історія

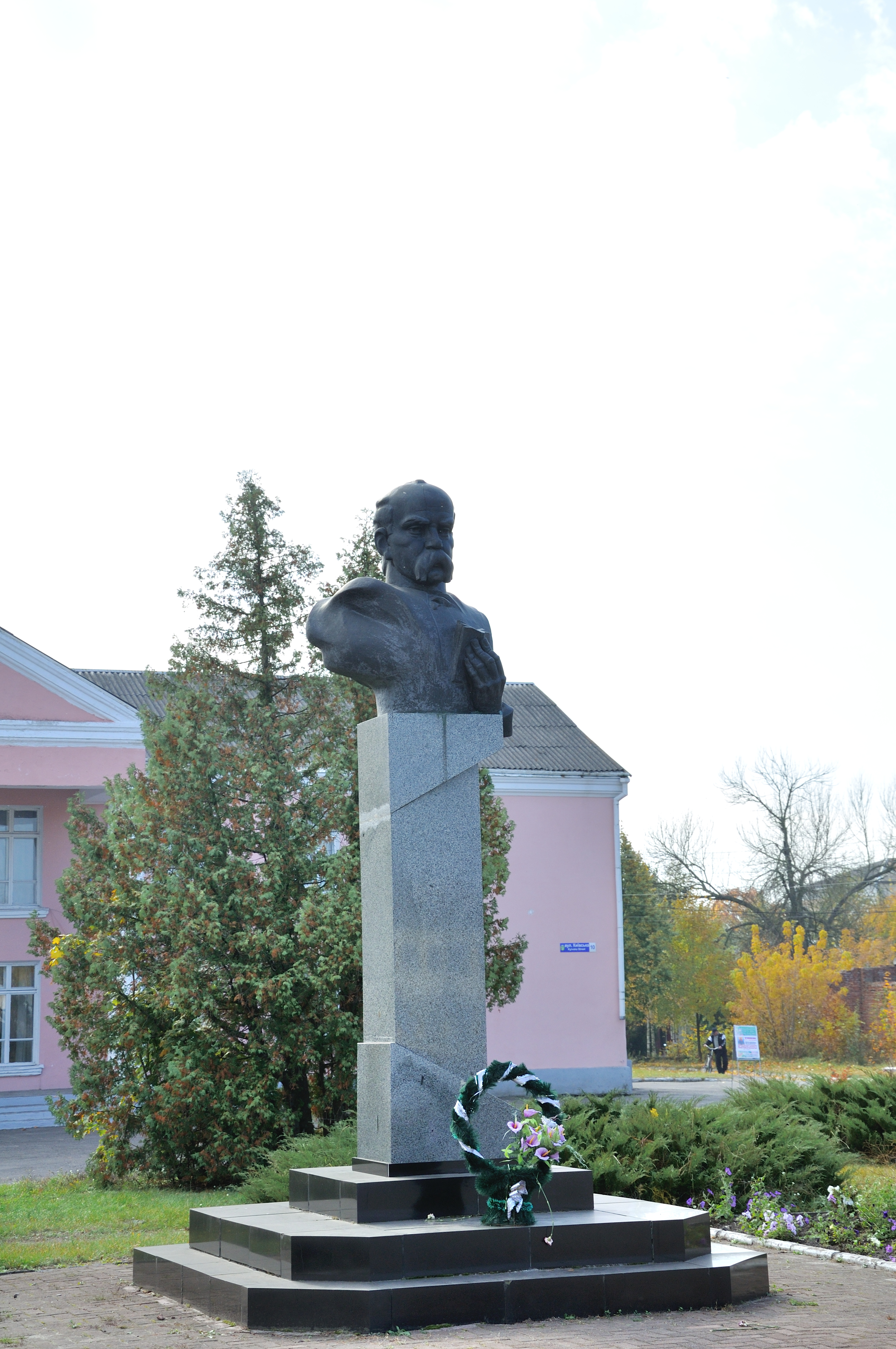
Пам'ятник Т. Г. Шевченку, м. Березне, площа Незалежності

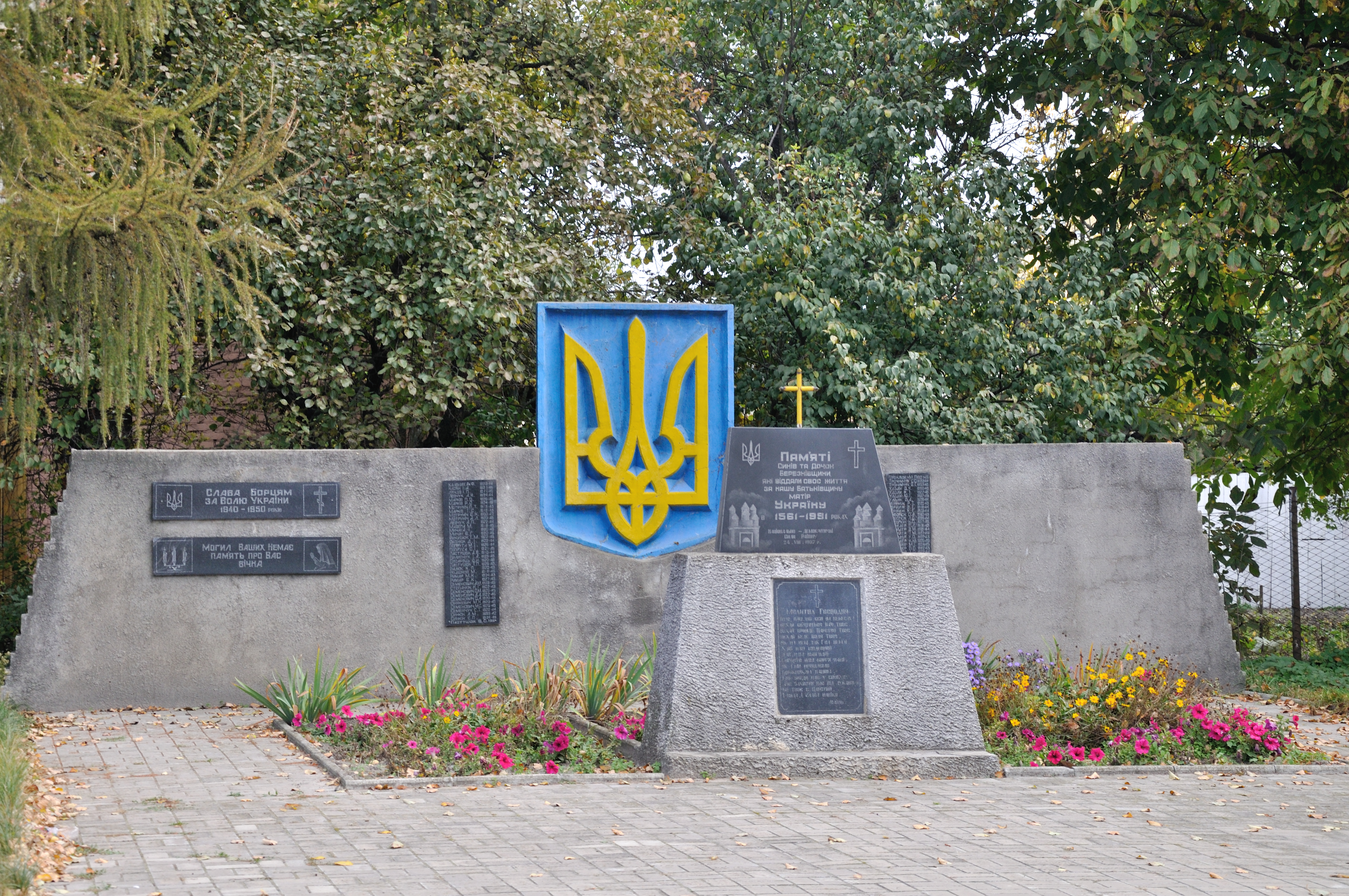
Пам'ятний знак борцям за волю України, м. Березне

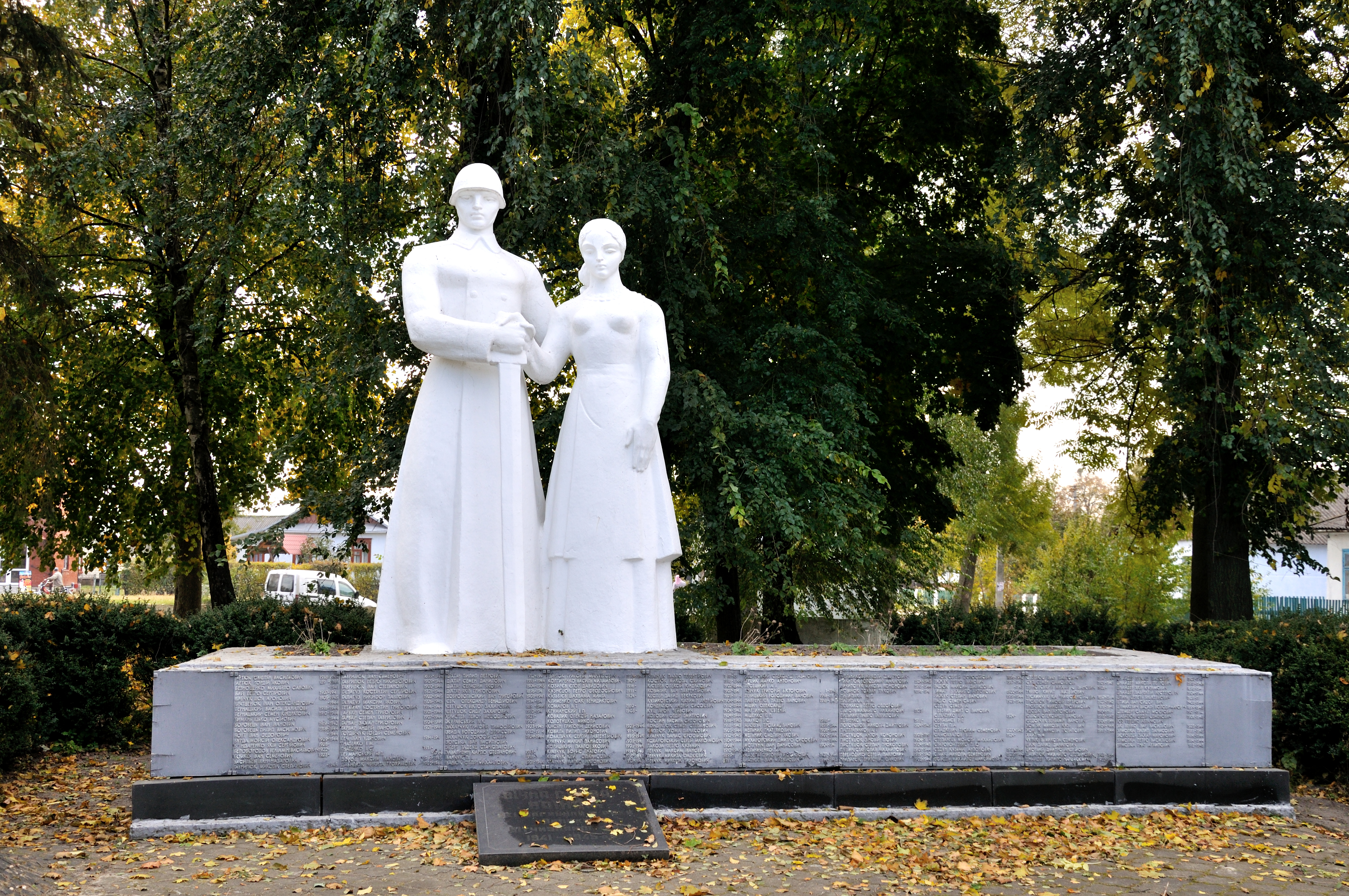
Братська могила воїнів радянської армії і партизан, м. Березне

- Перша достовірна письмова згадка про Березне сягає 1445 року.
- в 1549 році з населення стягували 20 грошів з «диму»[5].
- раніше вважалося першою згадкою 1584 рік.
- Маріанна Семашко, донька Миколи, привнесла своєму чоловікові Станиславові Даниловичеві Березне та замок як віно.
- 1700 — Перейменування з Андріїва в Березне.
- 27 березня 1793 — після другого поділу Польщі Березне входить до складу Російської імперії; населення села становить 1086 мешканців.
- кінець XIX століття — населення Березного становить 3,4 тис. мешканців.
- 1920 — Березне ввійшло до складу Польщі, місто Костопільського повіту Волинського воєводства.
- 1933, 27 жовтня — розпорядженням міністра внутрішніх справ розширено територію міста шляхом вилучення з сільської ґміни Березне і включення до міста передмістя Березне, передмістя Сільце і маєтку Липки[6].
- 1939 — внаслідок радянської анексії західноукраїнських земель, Волинь входить до складу Радянського Союзу; Березне входить до Рівненської області.
- 1941 — Березне зайняли німецькі війська.
- У липні 1941 року після прийняття Акту проголошення Української Держави (30 червня) в Березному поряд із низкою сусідніх містечок за ініціативи місцевого керівництва ОУН(б) відбулося проголошення державності України[7]. Березне входило до військової округи «Заграва» регіональної групи УПА-Північ[8].
- 1944 — Березне зайняте частинами Радянської армії.
- 18.12.1957 — Березне отримує статус селища міського типу.
- 21 грудня 2000 — Постановою Верховної Ради України № 2193-III смт Березне віднесено до категорії міст районного значення[9].
- 2002 — за даними Всеукраїнського перепису населення 2001 року в місті проживають 13 669 осіб.

## Промисловість

### Березнівський  порцеляновий завод
Міжколгоспний завод з виробництва фарфору розпочав роботу  у 1972 році. Спочатку підприємство було експериментальним, оснащено одним горном, мало 63 працівника. З 1974 року обсяги виробництва збільшилися, у 1975 запущено туннельну піч. Основним напрямком виробництва став повсякденний посуд - тарілки, кружки, кувшини, чайники, предмети декору - вази, цукерниці та інше. Також  на заводі виготовлялись великі скульптурні композиції з шамотної глини.
03.12.1998 засновано ТОВ Березнефарфор.

### Українська сірникова фабрика
Докладніше — Українська сірникова фабрика
Заснована у 2004 році. Обсяг виробництва - 630 млн коробків на рік.

## Населення
Станом на 1 січня 2019 року, населення становить 13 284 особи.

### Національний склад
Розподіл населення за національністю за даними перепису 2001 року:
| Національність  | Відсоток |
| --------------- | -------- |
| українці        | 98.48%   |
| росіяни         | 1.07%    |
| білоруси        | 0.17%    |
| поляки          | 0.07%    |
| інші/не вказали | 0.21%    |

### Мова
Розподіл населення за рідною мовою за даними перепису 2001 року:
| Мова            | Кількість | Відсоток |
| --------------- | --------- | -------- |
| українська      | 13288     | 98.84%   |
| російська       | 137       | 1.02%    |
| білоруська      | 10        | 0.07%    |
| інші/не вказали | 9         | 0.07%    |
| Усього          | 13444     | 100%     |

## Освіта і культура

### Березнівський ліцей-інтернат спортивного профілю
Березнівський ліцей спортивного профілю був відкритий 15 серпня 2003 року розпорядженням голови обласної державної адміністрації. Розпорядженням голови обласної державної адміністрації від 25 грудня 2003 року заклад був реорганізований в Березнівський ліцей-інтернат спортивного профілю Рівненської області. Засновником ліцею-інтернату є Березнівська районна державна адміністрація.

### Лісовий коледж

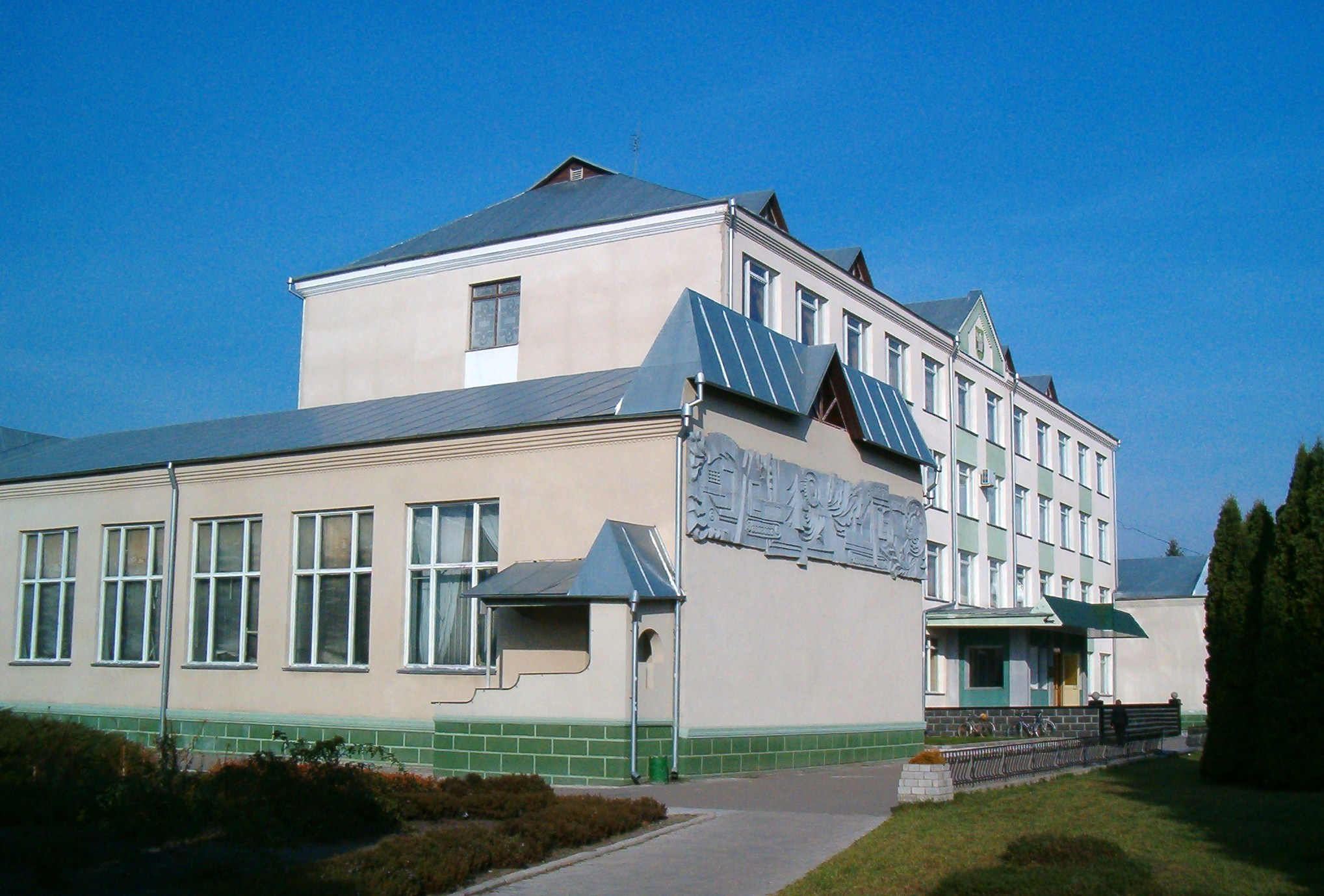
Березнівський лісовий коледж

Найвідомішим навчальним закладом Березного є Березнівський лісовий коледж, заснований у 60-х роках XX століття. Основні фахові напрямки коледжу — лісове господарство і бухгалтерський облік.
Восени 1979 року неподалік території Березнівського лісового коледжу за ініціативою колишнього директора М. М. Новосада були розпочаті роботи по створенню дендрарію площею близько 30 га. Сьогодні це Березнівський державний дендрологічний парк.

### Дендрологічний парк

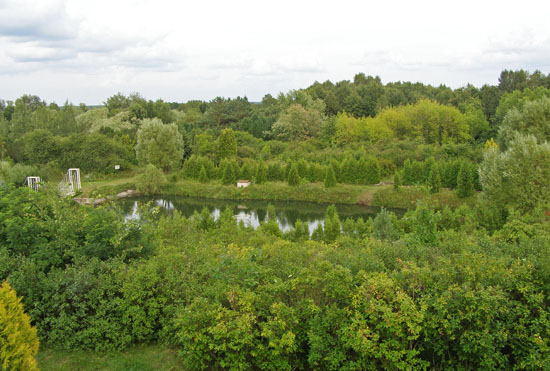
Березнівський дендрологічний парк

Березнівський державний дендрологічний парк слугує базою науково-дослідних робіт з вивчення і забезпечення лісової флори українського Полісся. В парку зростає близько 850 видів, форм і різновидностей дерев і чагарників, 200 видів квітково-трав'янистої рослинності, які розміщенні за ботаніко-географічними систематичними ділянками.

### Березнівський краєзнавчий музей
У місті розташований краєзнавчий музей, заснований у 1981 році.
В музеї працюють відділи народознавства та історії. На сьогодні в фондах Березнівського краєзнавчого музею нараховується понад 5 тисяч експонатів основного фонду і близько 5 тисяч експонатів допоміжного фонду. У відділі історії працюють виставки «Березнівщина в далекому минулому» (первіснообщинний лад, середньовіччя), «Наш край в роки Першої світової війни», «Наш край за часів Речі Посполитої (1921—1939)», «Березнівщина в роки Другої світової війни», «Діяльність ОУН-УПА на території Березнівського району», «Наші земляки в Афганістані». У краєзнавчому відділі експозиції розповідають про ремесла, промисли, основні заняття, побут, одяг, головні убори, взуття жителів Березнівського Полісся в минулому (більшість експонатів датовано кінцем XIX — початку XX століття).

### Березнівська центральна районна бібліотека
Березнівська центральна районна бібліотека — це публічна, культурно-освітня, інформаційна установа.
За весь період існування корегувалась структура і функції бібліотеки, але завжди залишилось незмінним основне її суспільне призначення — служити людям, бути їм світочем знань науки і культури. За польської окупації у Березному було дві семирічні школи: одна — польська, друга — українська. Однак, в останній — вживання рідної мови обмежувалось.

### Березнівська центральна районна дитяча бібліотека

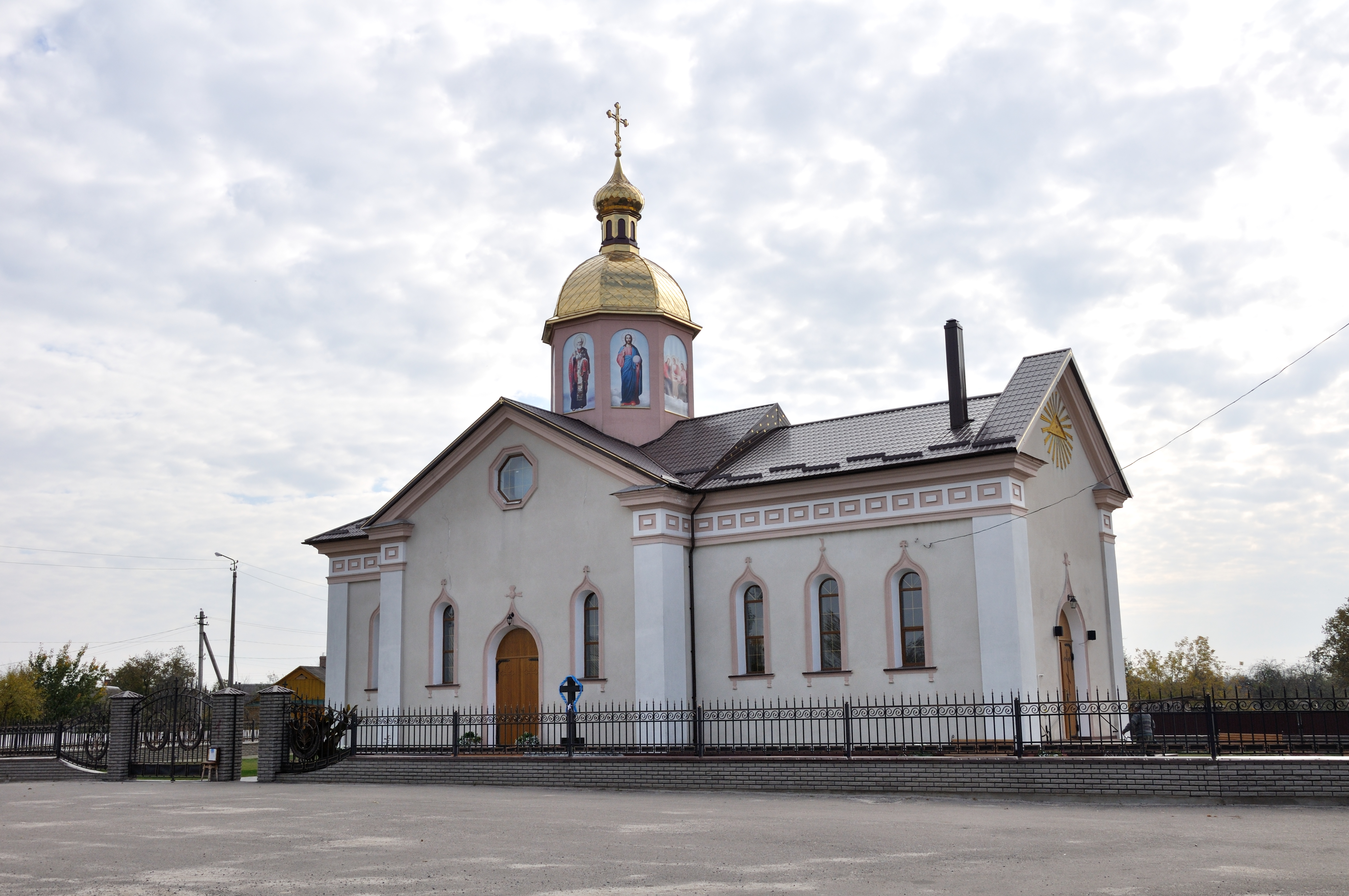
Миколаївська церква (дер.), м. Березне, вул. Корецька

Березнівська центральна районна дитяча бібліотека — культурно-освітня, виховна, науково-інформаційна установа, центр бібліотечно-бібліографічного обслуговування дітей і підлітків, районне сховище, яке забезпечує повноту репертуару видань для дітей. Вона є методичним і консультаційним центром для бібліотек, що обслуговують дітей району.

### Релігія
У м. Березне діють православні церкви. Зокрема, Свято-Покровська парафія , парафія Різдва Богородиці ПЦУ.
13 грудня 2010 року настоятелем Свято-Покровської парафії призначено протоієрея Мирослава Синицю, який започатковує у місті парафіяльну недільну школу для дорослих та дітей. В школі вивчають такі предмети: Священне Писання Старого і Нового Завітів, Закон Божий, елементи церковного співу, декоративно-прикладне мистецтво, вишивання, писанкарство. В діяльності школи передбачені паломницькі поїздки по святих місцях, літні табори відпочинку тощо.
Також  в місті знаходяться Свято-Миколаївська та Свято-Троїцька парафії Російської Православної Церкви в Україні
Також у місті проводяться зібрання християн-дослідників Біблії і релігії Свідки Єгови.

## Свято-Миколаївська церква

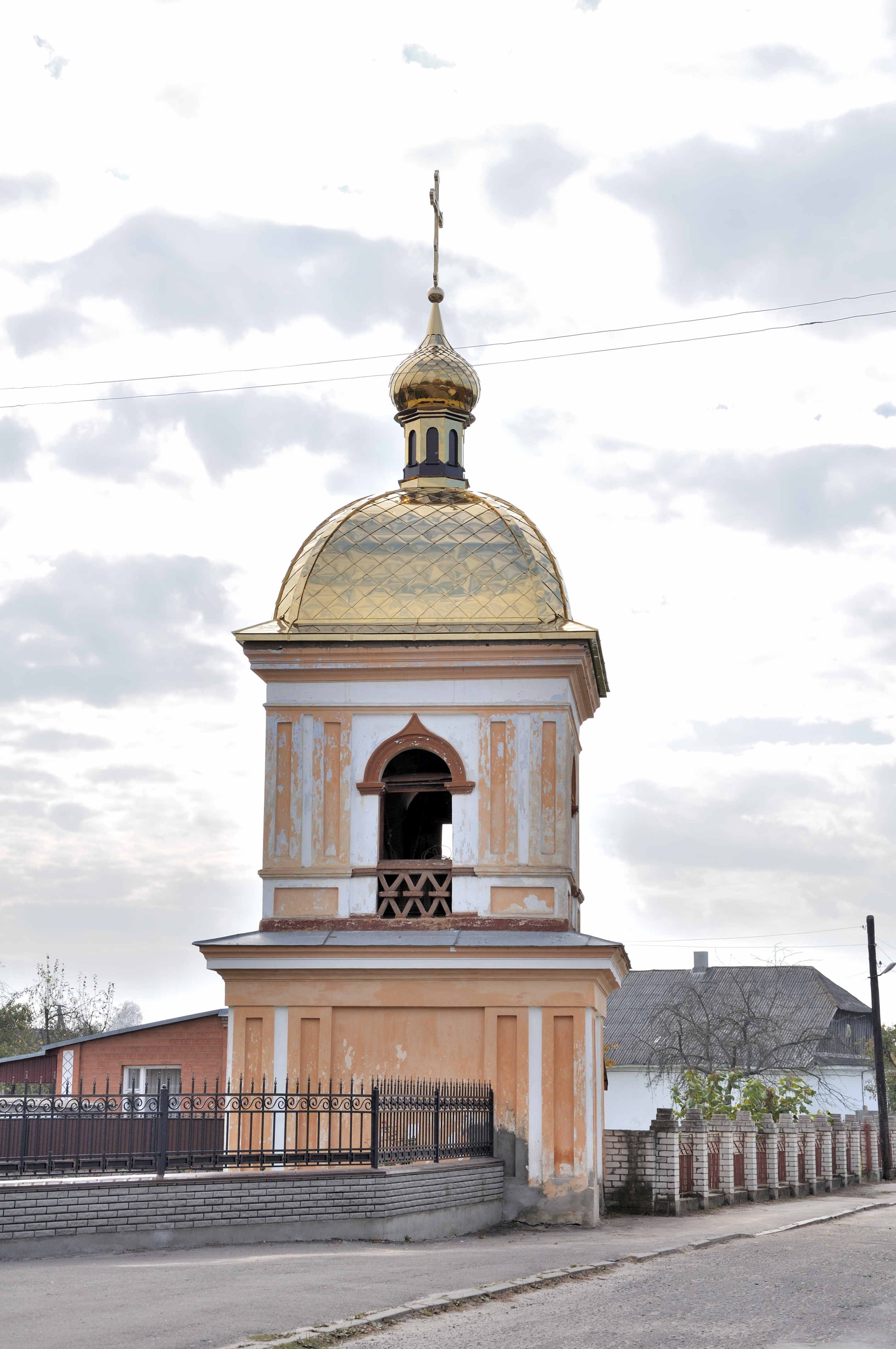
Дзвіниця (дер.), м. Березне, вул. Корецька

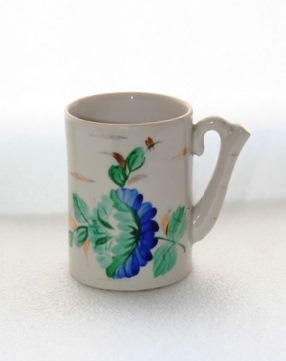
Кружка від набору для пиття Березнівський порцеляновий завод

Свято-Миколаївська церква в м. Березне, побудована в 1845 році. На відміну від стандартизованого храмового зодчества минулих століть Миколаївський храм, збудований з каменю, як і дзвіниця. Храм зведений за канонами східнообрядового стилю храмобудування — хрестоподібний, а також з одним центральним куполом та одним престолом, іконостас столярної роботи триярусний з різьбленими колонами.

У 1984 році було поновлено іконостас, зроблена та позолочена різьба, у храмі переписані ікони; в 1997 році вдруге церква розписана масляними фарбами, а у 2001 році на території храму був поставлений хрест-пам'ятник на честь 2000-ліття Різдва Христового.

На сьогодні Свято-Миколаївська святиня — найвизначніша пам'ятка м. Березне. Ще при в'їзді в нього проглядається її масивний купол як символ витривалості й мужності перед злими вітрами історії та прообраз тендітної чаші воскреслої віри березнівчан.
Належить релігійній громаді Російської Православної Церкви в Україні

## Відомі особи
- Михайло Корженевський - дідич містечка[20]
- Байрамов Гельди Мамедович[21]
- Бондаренко Михайло Федорович[22]
- Баранчук Зіновій Титович[23]
- Боровець Борис Тимофійович — письменник, журналіст.
- Гурін Юрій Йосипович — весляр-каноїст.
- Дудко Павло Антонович[24]
- Лелюк Юрій Іванович — радянський та український футболіст, що грав на позиції півзахисника і захисника.
- Рачок Павло Трохимович — поет, журналіст.
- Ярмолюк Надія Миколаївна — поетеса, журналіст, редактор газети «Надслучанський Вісник».
- Синякевич Ігор Макарович (1940) — український лісівник, економіст, доктор економічних наук, професор Національного лісотехнічного університету України, віце-президент Лісівничої академії наук України (ЛАНУ)[25].
- Томілін Володимир Юрійович — старший сержант ЗСУ, учасник російсько-української війни 2014—2017, загинув під час боїв за Мар'їнку.[26]
- Ходоровский Іван Васильович (1952-2019) — видатний український художник, чиї роботи відомі по всій Україні та за кордоном.

#### Книги
- Коротун І. М., Коротун Л. К. Географія Рівненської області в 3-х частинах. — Рівне, 1996. — 274 с.
- Bereźne // Słownik geograficzny Królestwa Polskiego. — Warszawa : Druk «Wieku», 1880. — Т. I. — S. 150. (пол.).— S. 150. (пол.)
- Bereźne // Słownik geograficzny Królestwa Polskiego. — Warszawa : Druk «Wieku», 1900. — Т. XV, cz. 1. — S. 107. (пол.).— S. 107. (пол.)